# Theresa Grentz
Theresa Grentz, née le 24 mars 1952 à Glenolden, en Pennsylvanie, est une entraîneuse américaine de basket-ball. 

## Palmarès
Entraîneuse
- Championne du monde 1990
- Troisième des Jeux olympiques 1992
- Intronisée au Women's Basketball Hall of Fame en 2001